# Степь (Днепропетровская область)
Степь (укр. Степ) — село, Поперечненский сельский совет, Павлоградский район, Днепропетровская область, Украина.
В селе есть один из немногих оставшихся на Украине памятник Ленину.
Код КОАТУУ — 1223587105. Население по переписи 2001 года составляло 197 человек.

## Географическое положение
Село Степь находится на расстоянии в 1,5 км от села Свидовок и в 3-х км от села Поперечное.